# برانا

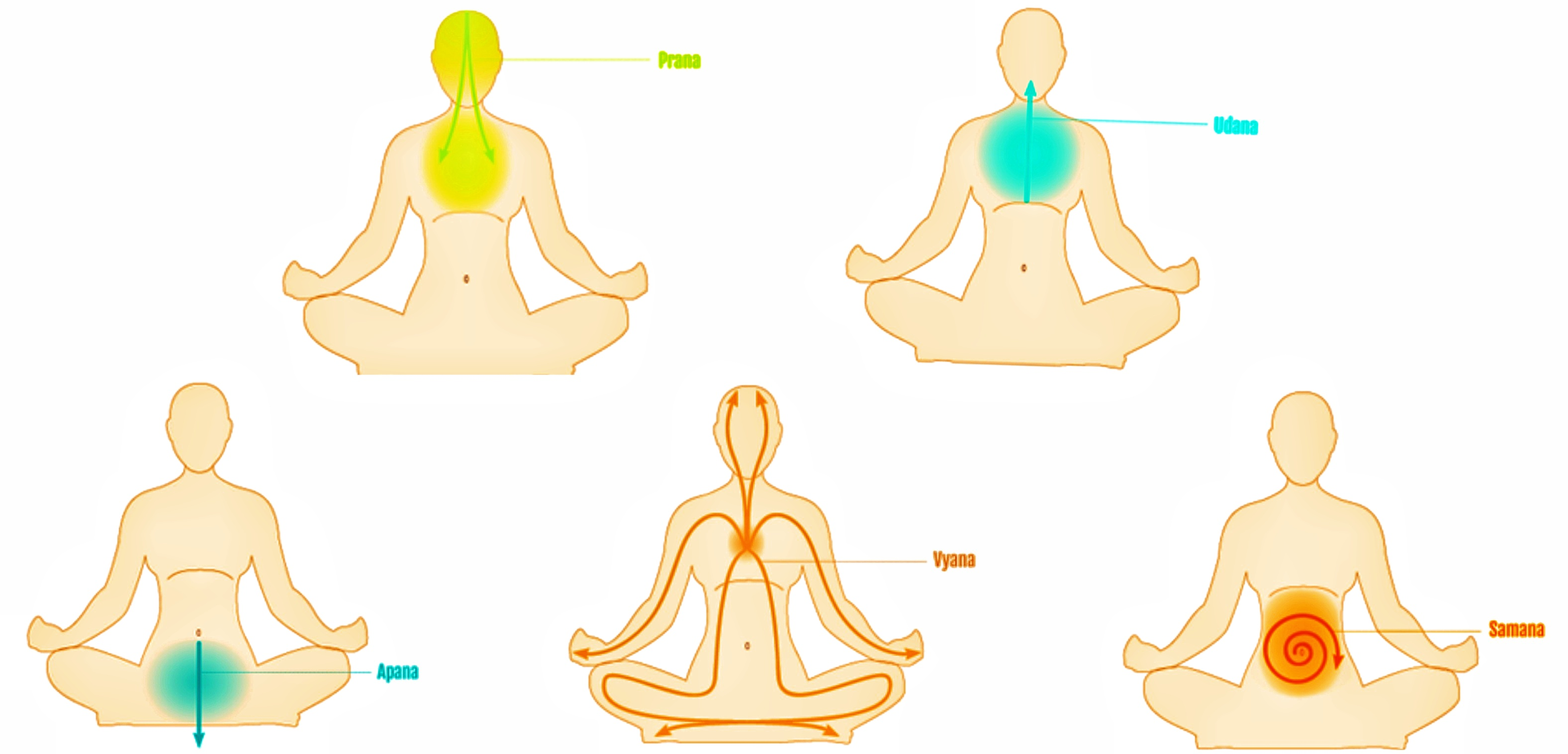
الفايات (الرياح) الخمس: برانا، أبانا، أودانا، سامانا، فيانا

برانا (بالإنجليزية: Prana)‏، هو مُصطلحٌ سنسكريتي له عدة معاني، منها: "النَّفَسُ، والتَّنَفُّسُ، وطاقة وقوة الحياة أو مبدأ الإحياء والحيويَّة أو نَسَمَةُ الحياة"؛ وبوصفه مصطلح دال على جمع، فالبرانا هو اسم "للرياح" الخمس التي تعتبر مسؤولة عن وظائف الجسم الأساسية. وأوَّل هذه الخمس، هي الموجود في الصدر، وتُسمى بالمصطلح العام برانا. ولأنها تؤدي الوظائف الضرورية لاستمرار الحياة، أي التنفس، وحركة الطعام إلى المعدة، ودوران الدم عبر الجسم، فغالبًا ما يُستخدم اسمها للإشارة إلى الرياح الخمس جميعًا.
وأمَّا الرياح الأربع الأخرى، فهي أبانا (apana - في منطقة الشرج) تهتم بالإخراج، وسامانا (samana - في السرة) تساعد على الهضم، وأودانا (udana - في الحلق، الحنجرة) تلفظ أو تنقل الأشياء من الفم، مثل: الكلام، والأغنية، والتجشؤ وما إلى ذلك. وتدور فيانا (vyana) في جميع أنحاء الجسم، وتخلط الأشياء معًا. هذه الرياح هي محور تمرين اليوغا المعروف بالبراناياما (pranayama)، والهدف منه هو تحقيق السيطرة على القوى المركزية للحياة. وهذه الرياح الخمس مُجتمعة تُدعى فايات (vāyus) وهو اسم لإله الهواء وروح الريح والرياح فايو.

## الأصل الاشتقاقي
نصَّ العلَّامة فامان شيفرام على أربعة عشر معنًى مختلفًا للكلمة السنسكريتية (praṇa -प्राण)، ومنها: التنفس أو الاستنشاق؛ نفس الحياة، الهواء الحيوي الإحيائي، مبدأ الحياة؛ الطاقة أو النشاطية؛ الروح أو النَّفْس.
ومن بين هذه المعاني، يستخدم بهاتاشاريا مفهوم "الهواء الحيوي أو الحي" لوصف المفهوم كما هو مستخدم في النصوص السنسكريتية التي تتناول البراناياما، والتَّحكُّم بالتنفس. ويترجم توماس ماكفيللي البرانا على أنها "طاقة الروح". ومن المعروف أن النفس هو الشكل المادي الأكثر دقة، ولكن يعتقد أيضًا أنه موجود في الدم، ويتركز بشكل أكبر في السائل المنوي والسائل المهبلي.

## نظرة عامة

### المفهوم والتعريف
البرانا هي طاقة النَّفَس. وتجري هذه الطاقة في الجسم النجمي عبر آلاف القنوات أو الأندية وذلك لتربط المراكز السبعة للطاقة أو ما يُسمى دواليب أو عجلات الضوء، وهي الشاكرات. أمَّا الحياة والوعي، فيضبطان بتنظيم سريان البرانا باستخدام تمارين التنفس (براناياما)، والتَّأمُّل. وفي الأمور العادية، تُنقل مُعظم البرانا بالناديين: إيدا وبنغالي، حيث إيدا تمر خلال المنخر الأيسر من الأنف، وبنغالي المنخر الأيمن؛ كما أنهما تحملان طاقة القمر المنعشة وطاقة الشمس الدافئة. ويجري ضبط كل ذلك بتمارين التنفس.
وفي عقائد الهندوسي، البرانا هي المصدر الأساسي لكل أنواع الحياة. وقد أشار الصينيون إلى هذه الطاقة الحيوية باسم "تشي". وهي بعد ذلك، أي البرانا، أصل الحياة والروح التي تسكن في جميع الكائنات لتهبها الحياة.
ويُشير "برانا" إلى الطاقة المستمدة من الشمس والتي ترتبط بالعناصر الكونية المحيطة بالشمس. وقد أُشير إلى أهمية "برانا" في الغذاء قبل نحو 2500 سنة من قبل فيثاغورس، وكان يعتقد أن هذه القوى الحيوية تكون أكثر وفرة في النباتات، ولذلك كان اتباع نظام غذائي نباتيًا مبررًا وفقًا لمعتقداته.